# 陸永 (舉重運動員)
陸永（1986年1月1日—），廣西柳州三江人，侗族，中国男子举重運動員，亦為中国国家举重队成員。

## 簡歷
陸永在1998年於柳州市三江縣業餘體育學校接受舉重運動訓練。6年後，他入選廣西舉重隊。2005年，他晉升至國家隊，現時他的教練為王國新。
2004年，陸永在全國賽中奪得冠軍。翌年的世界青年錦標賽中，他在男子85公斤級小項中摘下金牌。同年10月在南京舉行的十運會中，他於舉重項目的男子85公斤級小項以377.5公斤的總成績為廣西隊增添一面銀牌。1個月後在多哈的世界錦標賽中，陸在同一小項中以1公斤之差不敵哈薩克對手伊爾紹夫，取得一面銀牌。
2006年12月，陸永取得多哈亞運的參賽資格，並在男子85公斤級小項中以369公斤的總成績摘下銀牌，而金牌得主正是年前於世界錦標賽的冠軍得主伊爾紹夫。翌年5月，他於福建武夷山的全國錦標賽中以173公斤、208公斤及381公斤的成績贏得男子85公斤級小項的抓舉、挺舉與總成績三項錦標，是該屆賽事的首位「大滿貫」運動員。
2008年在北京奥运男子85公斤级平世界纪录的成绩获得金牌。2009年广西大旱，陆永把自己在2004年世锦赛上時获得的金牌，連同其他獎牌一起拍卖，筹集到的資金全數捐献给灾区。2010年参加广州亚运会，在85公斤级比赛中获得金牌。
2012年，陸永代表中国出戰英國倫敦舉行的奥运会舉重比賽男子85公斤級賽事，但由于三次挺举失败未能获得奖牌。

## 資料來源
1. 1 2 3  .   [2012-07-16]. （原始内容存档于2020-10-20）.（简体中文）
2. 1 2  . 广西新闻网. 2015-06-24  [2017-05-14] （中文（简体））.
3. ↑  銀牌就此誕生[永久]
4. ↑  .   [2007-06-21]. （原始内容存档于2019-06-09）.
5. ↑  舉重男子85公斤級陸永獲銀牌
6. ↑  .   [2007-06-21]. （原始内容存档于2019-06-05）.
7. ↑  .   [2007-06-21]. （原始内容存档于2019-06-05）.